# Bernardo Arévalo
César Bernardo Arévalo de León (ur. 7 października 1958 w Montevideo) – gwatemalski socjolog, dyplomata i polityk, prezydent Gwatemali od 14 stycznia 2024.

## Życiorys
Urodził się w stolicy Urugwaju Montevideo jako syn Juana José Arévalo, prezydenta Gwatemali między 1945 a 1951. Jego ojciec przebywał wówczas z rodziną na politycznie motywowanej emigracji. Kraj opuścił po obaleniu, na skutek interwencji Stanów Zjednoczonych, prezydenta Jacobo Árbenza w 1954. Fakt, iż Bernardo urodził się na obczyźnie był wiele lat później wykorzystywany przez jego przeciwników politycznych. Jako dziecko wraz z rodzicami pomieszkiwał w wenezuelskim Caracas, chilijskim Santiago czy też w stolicy Meksyku. Kształcił się na uniwersytetach w Izraelu i w Holandii, doktorat z socjologii uzyskał na Uniwersytecie w Utrechcie. Związał się z gwatemalską służbą dyplomatyczną, pracował w ambasadzie w Izraelu. Był także wiceministrem spraw zagranicznych (1994-1995) oraz ambasadorem Gwatemali w Hiszpanii (1995-1996).
Socjaldemokrata, zaangażował się w życie polityczne w ramach centrolewicowego Movimiento Semilla. Z powodzeniem kandydował do gwatemalskiego parlamentu w 2019. W 2023 wystartował w wyborach prezydenckich. 20 sierpnia 2023 zwyciężył w drugiej turze, zdobywając blisko 59 procent oddanych głosów. 14 stycznia 2024, po wcześniej podejmowanych próbach sabotowania i utrudnienia zaplanowanego przejęcia władzy przez dotychczasowe środowisko polityczne Alejandra Giammattei, Arévalo objął urząd prezydenta Gwatemali.
Odznaczony meksykańskim Orderem Orła Azteckiego (1995).